# Pulsatrix
A Pulsatrix a madarak osztályának bagolyalakúak (Strigiformes) rendjébe és a bagolyfélék (Strigidae) családjába tartozó nem.

## Rendszerezés
A nembe az alábbi 4 faj tartozik:
- pápaszemes bagoly (Pulsatrix perspicillata)
- rövidhomlokú bagoly (Pulsatrix pulsatrix)
- nyakkendős bagoly (Pulsatrix melanota)
- sárgásbarna bagoly (Pulsatrix koeniswaldiana)